# Ewa Andruszkiewicz
Ewa Andruszkiewicz (właśc. Ewa Andruszkiewicz-Guzińska, ur. 9 czerwca 1977 w Gdyni) – polska aktorka teatralna, filmowa i telewizyjna, także recytatorka. Absolwentka warszawskiej Akademii Teatralnej (2001).

## Teatr
W teatrze zadebiutowała 11 lutego 1995 roku na deskach Teatru Muzycznego im. Danuty Baduszkowej w Gdyni, gdzie pracowała w latach 1994-1996. Jej debiutem była rola Stelli w przedstawieniu Ostatni odjazd (w reżyserii Andrzeja Pieczyńskiego).
Potem występowała kolejno w teatrach: Wybrzeże w Gdańsku (2001–2003), Miejskim im. Witolda Gombrowicza w Gdyni (2003), Nowym w Słupsku (2004–2005), Miejskim „Miniatura” w Gdańsku (2005), ponownie w Miejskim im. Gombrowicza (2006) i Powszechnym w Łodzi (2006–2007).
Prowadziła w Gdyni warsztaty aktorskie dla młodych osób interesujących się teatrem (podstawowe zadania aktorskie, praca nad dykcją, emisja głosu, plastyka i ekspresja ruchu, improwizacja, praca nad interpretacją tekstu).

### Przedstawienia teatralne
- 1995 Ostatni odjazd jako Stella (reż. Andrzej Pieczyński).
- 2001 Tragedia o Bogaczu i Łazarzu jako Anioł / Panna III (reż. Krzysztof Babicki).
- 2002 Happy End jako siostra Mary (reż. Marjorie Hayes).
- 2002 Monachomachia jako Prawda (reż. Bartłomiej Wyszomirski).
- Którędy do nieba jako Majka (reż. A. Pieczyński).
- Śmierć komiwojażera jako Letta (reż. Adam Ferency).
- 2002 Hanemann jako Biała Dama (reż. Izabella Cywińska).
- 2003 Dziady cz. II jako dziewczyna (reż. G. Gietzki).
- 2003 Sen pluskwy, czyli towarzysz Chrystus (reż. Ondrej Spisak).
- 2004 Szalona lokomotywa (reż. Jan Peszek, Michał Zadara).
- 2004 Moralność pani Dulskiej jako Hanka (reż. Bogusław Semotiuk).
- 2004 Ślub jako Mańka (reż. Waldemar Śmigasiewicz).
- 2005 Dom pod Kocim Pazurem jako Julia Hariott (reż. Krystyna Jakóbczyk).
- 2006 Piękna i bestia jako Piękna (reż. Petr Nosalek).
- 2006 Niebezpieczne związki jako prezydentowa de Tourvel (reż. Jacek Bunsch).
- 2006 Napis jako pani Lebrun (reż. W. Śmigasiewicz).
- 2007 Czarnoksiężnik z krainy Oz jako Czarownica Bezgłowa, Wroniasta – Zła Czarownica z Zachodu (reż. Jerzy Bielunas).
- 2007 Casanova Charpillon (reż. J. Bunsch).

## Film i telewizja
Na małym ekranie zadebiutowała w roku 1999 epizodem w serialu Tygrysy Europy.
Zagrała główną rolę żeńską w filmie Segment ’76 (w reżyserii Oskara Kaszyńskiego). W dorobku aktorskim ma też udział w wielu polskich serialach telewizyjnych.

### Filmografia
- 1999 Tygrysy Europy.
- 2000 Miodowe lata jako Członkini grupy muzycznej.
- 2001 Na dobre i na złe jako Asia Witecka, żona Adama.
- 2002 Segment ’76 jako Ola, dziewczyna bohatera.
- 2002 Lokatorzy jako klientka w barze szybkiej obsługi.
- 2003 Kasia i Tomek jako Natalia.
- 2003 Lokatorzy jako Matylda Załęcka, dziewczyna Franka.
- 2003 M jak miłość jako dziewczyna poznana przez Pawła w lokalu.
- 2004 Oficer jako Ekspedientka w sklepie jubilerskim.
- 2005 Sąsiedzi.
- 2006 Faceci do wzięcia jako dziewczyna zaproszona przez Wiktora.
- 2012 Przyjaciółki jako sprzedawczyni w sklepie z bielizną.